# Huaraz (provincie)
Huaraz is een provincie in de regio Ancash in Peru. De provincie heeft een oppervlakte van 2493 km² en telt 166.625 inwoners (2015). De hoofdplaats van de provincie is het district Huaraz; twee van de twaalf districten vormen  eveneens de stad (ciudad) Huaraz.

## Bestuurlijke indeling
De provincie is verdeeld in twaalf districten, UBIGEO tussen haakjes:
- (020102) Cochabamba
- (020103) Colcabamba
- (020104) Huanchay
- (020101) Huaraz, hoofdplaats van de provincie en deel van de stad (ciudad) Huaraz
- (020105) Independencia, deel van de stad (ciudad) Huaraz
- (020106) Jangas
- (020107) La Libertad
- (020108) Olleros
- (020109) Pampas
- (020110) Pariacoto
- (020111) Pira
- (020112) Tarica

Aija · Antonio Raimondi · Asunción · Bolognesi · Carhuaz · Carlos Fermín · Casma · Corongo · Huaraz · Huari · Huarmey · Huaylas · Mariscal Luzuriaga · Ocros · Pallasca · Pomabamba · Recuay · Santa · Sihuas · Yungay